# Аргей (Аргос)
Аргей (Argeus) в гръцката митология е цар на Аргос през 14/13 век пр.н.е.
Той е син на Мегапент и внук на Прет. Баща е на Анаксагор, който го наследява на трона.